# Yves Giraud-Cabantous
Yves Giraud-Cabantous (n. 8 octombrie 1904 - d. 30 martie 1973) a fost un pilot francez de Formula 1 care a evoluat în Campionatul Mondial între anii 1950 și 1953.
1. 1 2 3 4  Fichier des personnes décédées mirror, accesat în 10 februarie 2024
2. 1 2 3 4  Archives de Paris